# 凯文·库内特
凯文·罗伯特·库内特（英語：Kevin Robert Kunnert，1951年11月11日—），美国NBA联盟前职业篮球运动员。他在1973年的NBA选秀中第1轮第12顺位被芝加哥公牛选中。
生涯平均每場得分8.3，籃板7.3個，封阻1.1個，最成功球季是1975年在侯斯頓火箭平均每場得分12.9，籃板9.8個。